# Wereldkampioenschap rugby 2007 (kwalificatie)
De kwalificatie voor het Wereldkampioenschap rugby 2007 was een competitie om te bepalen welke 20 landen naar het Wereldkampioenschap in Frankrijk mochten gaan. 86 teams namen deel in 5 verschillende regio's waarvan zich uiteindelijk 12 kwalificeerde. De 8 andere plekken werden bezet door de kwartfinalisten van het Wereldkampioenschap rugby 2003, waarmee de totaal op 94 deelnemende landen kwam te staan.

## Geplaatste landen
| Land             | Regio   | Kwalificatie             | Kwal.- datum     | Aantal dln. (incl. 2007) | Eerste dln. | Laatste dln. | Dln. op rij | Titels (excl. 2007) | Beste prestatie |
| ---------------- | ------- | ------------------------ | ---------------- | ------------------------ | ----------- | ------------ | ----------- | ------------------- | --------------- |
| Frankrijk        | Europa  | Gastheer                 | 11 april 2003    | 6                        | 1987        | 2003         | 6           | 0                   | Tweede plaats   |
| Nieuw-Zeeland    | Oceanië | WK 2003, No. 1 Gr. D     | 24 oktober 2003  | 6                        | 1987        | 2003         | 6           | 1                   | Wereldkampioen  |
| Wales            | Europa  | WK 2003, No. 2 Gr. D     | 25 oktober 2003  | 6                        | 1987        | 2003         | 6           | 0                   | Derde plaats    |
| Australië        | Oceanië | WK 2003, No. 1 Gr. A     | 26 oktober 2003  | 6                        | 1987        | 2003         | 6           | 2                   | Wereldkampioen  |
| Ierland          | Europa  | WK 2003, No. 2 Gr. A     | 26 oktober 2003  | 6                        | 1987        | 2003         | 6           | 0                   | Kwartfinale     |
| Schotland        | Europa  | WK 2003, No. 2 Gr. B     | 1 november 2003  | 6                        | 1987        | 2003         | 6           | 0                   | Vierde plaats   |
| Engeland         | Europa  | WK 2003, No. 1 Gr. C     | 1 november 2003  | 6                        | 1987        | 2003         | 6           | 1                   | Wereldkampioen  |
| Zuid-Afrika      | Afrika  | WK 2003, No. 2 Gr. C     | 1 november 2003  | 4                        | 1995        | 2003         | 4           | 1                   | Wereldkampioen  |
| Fiji             | Oceanië | Nummer 2 ronde 3         | 16 juli 2005     | 5                        | 1987        | 2003         | 3           | 0                   | Kwartfinale     |
| Samoa            | Oceanië | Winnaar ronde 3          | 23 juli 2005     | 5                        | 1991        | 2003         | 5           | 0                   | Kwartfinale     |
| Argentinië       | Amerika | Winnaar ronde 3A         | 8 juli 2006      | 6                        | 1987        | 2003         | 6           | 0                   | Kwartfinale     |
| Canada           | Amerika | Winnaar ronde 3B         | 12 augustus 2006 | 6                        | 1987        | 2003         | 6           | 0                   | Kwartfinale     |
| Verenigde Staten | Amerika | Winnaar ronde 4          | 7 oktober 2006   | 5                        | 1987        | 2003         | 3           | 0                   | Groepsfase      |
| Italië           | Europa  | Winnaar ronde 5, groep A | 14 oktober 2006  | 6                        | 1987        | 2003         | 6           | 0                   | Groepsfase      |
| Roemenië         | Europa  | Winnaar ronde 5, groep B | 14 oktober 2006  | 6                        | 1987        | 2003         | 6           | 0                   | Groepsfase      |
| Namibië          | Afrika  | Winnaar ronde 3          | 11 november 2006 | 3                        | 1999        | 2003         | 3           | 0                   | Groepsfase      |
| Japan            | Azië    | Winnaar ronde 3          | 25 november 2006 | 6                        | 1987        | 2003         | 6           | 0                   | Groepsfase      |
| Georgië          | Europa  | Winnaar ronde 6          | 25 oktober 2006  | 2                        | 2003        | 2003         | 2           | 0                   | Groepsfase      |
| Tonga            | Oceanië | Winnaar Play-offs 2      | 10 februari 2007 | 5                        | 1987        | 2003         | 4           | 0                   | Groepsfase      |
| Portugal         | Europa  | Winnaar Play-offs 1      | 24 maart 2007    | 1                        | 2007        | n.v.t.       | 1           | 0                   | n.v.t.          |

## Toernooien
- Afrikaanse kwalificatie
- Amerikaanse kwalificatie
- Aziatische kwalificatie
- Europese kwalificatie
- Oceanische kwalificatie
- Intercontinentale play-offs

## Kwalificaite toernooien

### Afrika
Voor de Afrikaanse landen is er één plek voor op het WK en één plek bij de intercontinentale play-offs. De kwalificatie is opgebroken in drie rondes. In de laatste ronde spelen twee landen uit en thuis tegen elkaar. De winnaar plaatst zich voor het WK, de verliezer voor de play-offs.

### Amerika
Voor de Amerikaanse landen zijn er drie plaats voor op het WK en één plaats bij de intercontinentale play-offs. De kwalificatie is opgebroken in vier rondes. De winnaars van ronde 3A en 3B plaatsen zich voor het WK. De winnaar van ronde 4 plaatst zich voor het WK, de verliezer voor de play-offs.

### Azië
Voor de Aziatische landen is er één plaats voor op het WK en één plaats bij de intercontinentale play-offs. De kwalificatie is opgebroken in drie rondes. De winnaar van ronde 3 plaatst zich voor het WK. De nummer 2 van de derde ronde plaatst zich voor de play-offs.

### Europa
Voor de Europese landen zijn er drie plaatsen voor op het WK en één plaats bij de intercontinentale play-offs. De kwalificatie is opgebroken in zes rondes. De twee groepswinnaars van ronde 5 plaatsen zich voor het WK. De winnaar van ronde 6 plaatst zich voor het WK, de verliezer voor de play-offs.

### Oceanië
Voor de Oceanische landen zijn er twee plaatsen voor op het WK en één plaats bij de intercontinentale play-offs. De kwalificatie is opgebroken in vier rondes. De winnaar en nummer twee van ronde 3 plaatsen zich voor het WK. De winnaar van ronde 4 plaatst zich voor de play-offs.

## Intercontinentale play-offs

### Play-offs 1
De Play-offs 1 bestaat uit twee rondes. In de eerste ronde speelt Afrika tegen Europa. In de tweede ronde speelt de winnaar tegen een Amerikaans land.

#### Ronde 1
| 20 januari 2007 | Marokko | 5 - 10 | Portugal | Casablanca |
| 20 januari 2007 |         |        |          | Casablanca |

| 27 januari 2007 | Portugal | 16 - 15 (agg. 26 - 20) | Marokko | Lissabon |
| 27 januari 2007 |          |                        |         | Lissabon |

Portugal plaatst zich voor de tweede ronde

#### Ronde 2
| 10 maart 2007 | Portugal | 12 - 5 | Uruguay | Lissabon |
| 10 maart 2007 |          |        |         | Lissabon |

| 24 maart 2007 | Uruguay | 18 - 12 (agg. 23 - 24) | Portugal | Montevideo |
| 24 maart 2007 |         |                        |          | Montevideo |

Portugal plaatst zich voor het WK

### Play-offs 2
| 10 februari 2007 | Tonga | 85 - 3 | Zuid-Korea | Auckland |
| 10 februari 2007 |       |        |            | Auckland |

Tonga plaatst zich voor het WK